# Горбачов Микола Степанович
Микола Степанович Горбачов (біл. Мікалай Сцяпанавіч Гарбачоў, нар. 15 травня 1948, Рогачов, Гомельська область, Білоруська РСР, СРСР — 9 квітня 2019) — білоруський веслувальник на байдарках, який виступав за збірну СРСР, олімпійський чемпіон 1972 року, чемпіон світу.

## Біографія
Володимир Романовський народився 15 травня 1948 року в місті Рогачов (БРСР). Виступав спортсмен за місцевий клуб «Спартак».
У 1971 році спортсмен став бронзовим призером чемпіонату світу в складі екіпажу-четвірки на дистанції 10000 метрів. Після цього провів дуже успішний олімпійський сезон. У парі з Віктором Кратасюком спортсмен пробився до складу збірної на Олімпійські ігри 1972 року, на яких спортсмени виграли усі заїзди в яких брали участь, та стали олімпійськими чемпіонами.
В подальшому спортсмен виступав у складі екіпажів-четвірок на дистанції 10000 метрів. Так у 1974 році він став чемпіоном світу, а ще через рік виграв бронзову медаль.

## Виступи на Олімпійських іграх
| Олімпіада   | Дисципліна                   | Місце |
| ----------- | ---------------------------- | ----- |
| Мюнхен 1972 | байдарки-двійки, 1000 метрів | 1     |